# 성감대

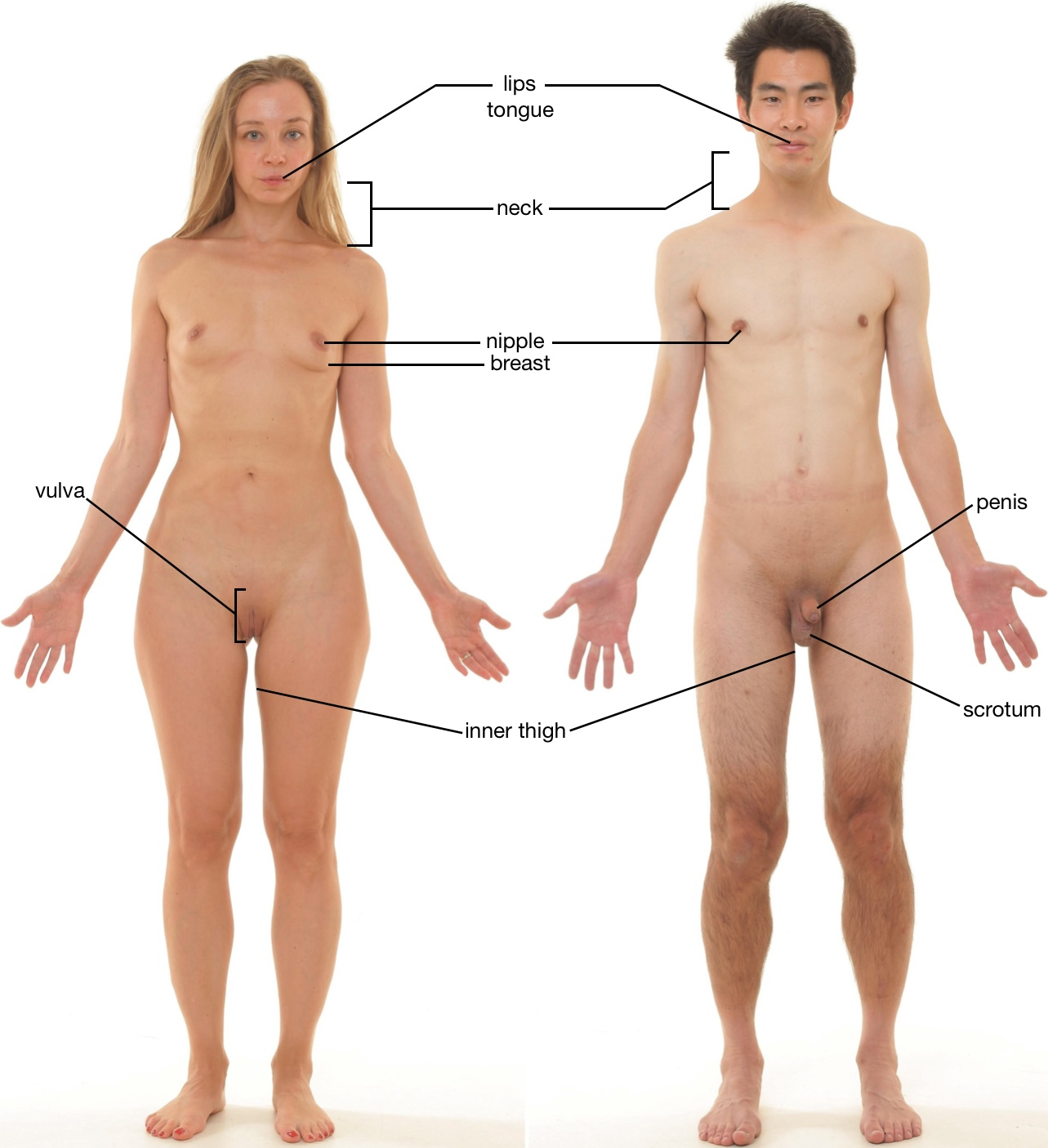
일부 인간의 성감대

성감대(性感帶, erogenous zone)는 인체의 특정 부위로, 감수성이 높아 그 자극으로 인해 이완, 성적 환상, 성적 각성, 오르가슴과 같은 성적 반응이 유발될 수 있다.
성감대는 인체 곳곳에 분포하지만, 각 부위의 민감도는 다르며, 자극 시 쾌감을 줄 수 있는 신경 말단의 집중도에 따라 달라진다. 타인의 성감대를 만지는 행위는 신체적 친밀성의 한 형태로 간주된다. 사람이 이러한 부위의 자극을 쾌감으로 느끼거나 불쾌하게 느끼는지는 각성 수준, 상황, 문화적 배경, 파트너 간의 관계의 본질, 파트너의 개인적인 경험 등 다양한 요인에 따라 달라진다.
성감대는 유발하는 성적 반응의 유형에 따라 분류될 수 있다. 많은 사람들은 눈꺼풀, 눈썹, 관자놀이, 어깨, 손, 팔, 머리카락을 부드럽게 건드렸을 때 은은하게 흥분한다. 이러한 부위를 부드럽게 만지거나 쓰다듬는 것은 전희 중에 파트너를 자극하고 각성 수준을 높인다. 또한, 복부 부위를 부드럽게 마사지하거나 쓰다듬는 것과 함께 키스하거나 단순히 배꼽을 만지는 것도 한 가지 자극이 될 수 있다.

## 분류

### 특정 부위
특정 부위는 성적 반응과 관련이 있으며, 귀두관, 포피, 음핵, 항문주위 피부와 같은 생식기 부위 외에도 입술과 유두를 포함한다. 이러한 부위는 높은 밀도의 신경 분포를 가지며, 상처 치유 효율성과 전신적 대뇌 각성을 자극하는 능력을 가질 수 있다.

### 비특정 부위
이러한 부위의 피부는 일반적인 털이 있는 피부와 유사하며, 정상적인 높은 밀도의 신경과 모낭을 가지고 있다. 이러한 부위에는 목의 측면과 뒤쪽, 팔 안쪽, 겨드랑이 및 가슴의 측면이 포함된다.

## 생식기 부위

### 남성
남성의 경우, 성감대는 귀두와 음경 자체, 그리고 음낭, 회음, 항문으로 구성된다.
남성은 또한 항문 성교 또는 마사지를 통해 전립샘을 통해 성적 자극을 경험할 수 있다.

### 여성
여성의 경우, 외음부의 일부, 특히 음핵, 그리고 회음과 항문이 성감대이다.
질 전체는 특별히 민감하지 않지만, 질 입구에 가까운 하부 1/3 부분("전벽" 또는 "질의 외부 1/3"이라고 불림)은 질 신경 말단의 대부분을 포함하여 질 안쪽 2/3보다 촉각에 더 민감하다. 이 부위에는 성적 활동 중 자극 시 쾌감을 줄 수 있는 신경 말단이 집중되어 있다.
질의 전벽 안에는 때때로 구개(입천장)나 라즈베리와 유사한 질감으로 묘사되는 주름진 거친 조직의 패치가 있으며, 여성이 성적으로 흥분했을 때 스폰지 같은 느낌을 줄 수 있다. 이것은 요도 해면체이며, 일부 여성들이 성감대라고 보고하는 부위일 수도 있다; 이는 때때로 G-스팟이라고 불린다. 자극을 받으면 성적 각성, 오르가슴 또는 여성 사정으로 이어질 수 있다. G-스팟의 존재 여부와 그것이 별개의 구조물인지는 연구자들 사이에서 논쟁의 여지가 있는데, 그 위치에 대한 보고가 여성마다 다르며, 일부 여성에게는 존재하지 않는 것으로 보이고, 과학자들은 일반적으로 그것이 음핵의 확장이라고 믿기 때문이다.

## 머리

### 입
입술과 혀는 민감하며 키스와 핥음으로 자극될 수 있다. 입술을 물어뜯는 것도 자극을 줄 수 있다.

### 목
목, 쇄골 부위, 목 뒤쪽은 매우 민감하며, 핥거나 키스하거나 부드럽게 애무하여 자극할 수 있다. 일부 사람들은 이 부위를 부드럽게 물리는 것을 좋아하며, 종종 "키스 자국" 또는 "사랑의 흔적"이 생길 정도까지도 좋아한다.

### 귀
어떤 사람들은 귀에 속삭이거나 부드럽게 숨을 쉬는 것뿐만 아니라 핥거나 물거나 애무하거나 키스하는 것을 즐겁고 편안하게 느끼며, 특히 귓불과 그 뒤쪽 부위를 더 좋아한다.

## 몸통

### 가슴
유륜과 유두에는 골지-마초니, 파치니 소체, 그리고 성기 소체가 포함되어 있다. 마이스너 소체는 없으며 조직화된 신경 말단은 거의 존재하지 않는다. 유관과 평활근 덩어리 영역에 신경 조직이 집중되어 있다. 유륜을 둘러싼 털은 추가적인 감각 조직을 제공한다. 유두와 유륜에 있는 평활근 덩어리와 선관 조직은 다른 성감대 및 특수 신경 종말 기관의 발달에 나타나는 정상적인 진피 신경망의 발달을 방해한다. 전체 유방은 신경 말단망을 가지고 있으며, 유방의 크기에 상관없이 동일한 수의 신경 말단을 가지고 있으므로, 큰 유방은 작은 유방보다 더 많은 자극을 필요로 할 수 있다.
강렬한 유두 자극은 옥시토신과 프로락틴의 생성을 급증시켜 개인의 생식기에 상당한 영향을 미칠 수 있으며, 심지어 남녀 모두 유두 자극만으로 오르가슴을 경험할 수 있는 지경에 이르기도 한다. 가슴, 유방, 유두를 수동으로(손, 손가락) 또는 구강으로(입, 입술, 이, 혀) 자극하는 것은 남녀 모두에게 즐거운 경험이다.

### 복부와 배꼽
많은 사람들이 복부, 특히 치골 부위 근처를 자극(키스, 물기, 긁기, 간지럼 태우기, 애무)하는 것을 즐거워한다. 이는 남성과 여성 모두에게 강한 흥분을 유발할 수 있으며, 어떤 경우에는 생식기 자극보다 더 강할 수도 있다. 배꼽은 민감도가 높은 많은 성감대 중 하나이다. 프루던스 글린(Prudence Glynn)은 1982년 "피부 대 피부"라는 드레스의 에로티시즘에 관한 연구에서 허리가 순결을 상징하며 남성이 "형식적인 예의 이상"을 나타낼 때 여성을 처음으로 만지는 곳이라고 주장했다.
손가락이나 혀끝으로 배꼽과 그 아래 부위를 건드리면 에로틱한 감각이 생긴다.

## 팔
팔의 피부, 특히 팔 안쪽의 부드러운 피부와 팔꿈치 복측을 덮는 구부러진 팔 중앙 부분은 손이나 입에 의한 자극에 매우 민감하다. 손가락이나 혀로 부드럽게 쓰다듬거나, 좀 더 격렬하게 주무르거나, 나비 키스를 하는 것은 성적 각성을 시작할 수 있으며, 어떤 경우에는 직접적인 접촉 없이도 음핵/질 오르가슴 또는 음경 사정을 유도할 수 있다. 팔 중앙 부분은 피부가 얇아 신경 말단에 더 쉽게 접근할 수 있기 때문에 특히 민감하다. 과도한 근육량이나 비만으로 인해 팔의 민감도가 감소하거나 더 좁은 범위에 집중될 수 있고, 반대로 과도한 마름으로 인해 불쾌한 압통으로 변할 수도 있다.

## 겨드랑이
일부 사람들은 겨드랑이(겨드랑이)가 신경 밀도와 털 주머니 밀도 모두에서 일반적인 털이 있는 피부와 유사함에도 불구하고 겨드랑이를 성감대로 간주한다. 과장되거나 예상된 손가락(손가락, 발가락) 또는 구강(입, 입술, 혀) 자극이 고조된 관능적 반응의 원인이라고 여겨진다.
만약 인간에게 페로몬이 존재한다면, 그것들은 아포크린 땀샘의 액체와 신체의 다른 유기 화합물의 혼합물에 의해 분비될 가능성이 높다. 필라델피아에 있는 모넬 화학 감각 센터의 유기 화학자 조지 프레티(George Preti)와 펜실베이니아 대학교 심리학과의 위니프레드 커틀러(Winnefred Cutler)는 불규칙한 월경 주기를 가진 여성들이 남성 겨드랑이 추출물에 노출되었을 때 규칙적으로 변한다는 것을 발견했다. 그들은 겨드랑이에 페로몬이 포함되어 있다는 것이 유일한 설명이라고 가정했다. 왜냐하면 페로몬이 다른 포유류에게 영향을 미치는 방식과 일치하는 효과에 대한 다른 설명이 없었기 때문이다.

## 손가락
손가락 끝에는 많은 신경이 있으며 혀로 가볍게 훑거나 손톱으로 가볍게 긁거나 이빨로 쓰다듬는 것과 같은 매우 가벼운 접촉에도 반응한다. 손가락 측면은 다소 덜 민감하고 더 간지럼을 잘 탄다. 손가락이 만나는 부분에서는 가벼운 접촉과 더 강한 접촉 모두 효과적이다. 사람의 손가락 끝은 혀 다음으로 신체에서 두 번째로 민감한 부위이다.

## 다리
넓적다리는 만지는 것에 민감할 수 있다.
다리 뒤쪽과 무릎의 과도한 간지럼은 일부 사람들에게도 민감할 수 있다.

## 발과 발가락
인간 발바닥과 발가락에 신경 말단이 집중되어 있기 때문—그리고 발에서 오는 촉각과 생식기에서 오는 감각을 처리하는 뇌 영역 간의 밀접한 근접성 때문일 가능성도 있음—에, 발을 핥거나 발가락을 빨 때 발생하는 감각은 일부 사람들에게 쾌감을 줄 수 있다. 마찬가지로, 발바닥을 마사지하는 것도 자극을 유발할 수 있다. 많은 사람들이 발 부위, 특히 발바닥이 극도로 간지럼을 잘 탄다.

## 같이 보기
- 전희
- 인간의 성
- 부분성애